# Carmo do Cajuru (kommun)
Carmo do Cajuru är en kommun i Brasilien.   Den ligger i delstaten Minas Gerais, i den sydöstra delen av landet, 600 km sydost om huvudstaden Brasília. Antalet invånare är 20 018.
Följande samhällen finns i Carmo do Cajuru:
- Carmo do Cajuru

Omgivningarna runt Carmo do Cajuru är huvudsakligen savann. Runt Carmo do Cajuru är det ganska glesbefolkat, med 43 invånare per kvadratkilometer.